# Francesc Ripoll i Fortuño
Francesc Ripoll i Fortuño   (Barcelona, 1873 - Barcelona, 1963) fou un advocat i polític català.

## Biografia
Llicenciat en dret, s'inicia com a advocat de cooperatives, impulsà el moviment cooperativista i presidí el 1911 la Cambra Regional de Cooperatives de Catalunya i Balears. El mateix any fou elegit regidor de l'Ajuntament de Barcelona per la Lliga Regionalista. Fou soci de Foment del Treball Nacional, de l'Ateneu Barcelonès de la Societat Econòmica Barcelonesa d'Amics del País i del Centre Excursionista de Catalunya.
Durant la dictadura de Primo de Rivera fou membre de la Junta del Col·legi d'Advocats de Barcelona i fou multat i desterrat a Montsó. El 1936 era membre de l'Acadèmia de Jurisprudència i Legislació de Catalunya i com a tal presidí el Congrés Jurídic Català.
Després de la Guerra Civil Espanyola fou president del consell d'administració de Cros SA i de la Sociedad Electroquímica de Flix. Formà part de la comissió per a celebrar el 75è aniversari de la Coronació de la Mare de Déu de la Mercè. El 1956 va instituir el premi Josep Yxart de l'Editorial Selecta per a assaigs escrits en català.